# Голден Хилс (Калифорнија)
Голден Хилс (енгл. Golden Hills) насељено је место без административног статуса у америчкој савезној држави Калифорнија.

## Демографија
По попису из 2010. године број становника је 8.656, што је 1.222 (16,4%) становника више него 2000. године.
| Група             | 2000.         | 2010.         |
| Белци             | 5.668 (76,2%) | 6.387 (73,8%) |
| Афроамериканци    | 97 (1,3%)     | 129 (1,5%)    |
| Азијати           | 107 (1,4%)    | 120 (1,4%)    |
| Хиспаноамериканци | 1.228 (16,5%) | 1.674 (19,3%) |
| Укупно            | 7.434         | 8.656         |